# Adolfo Horta
Adolfo Horta Martínez (Morón, 3 de outubro de 1957 – Camagüey, 28 de novembro de 2016) foi um boxeador amador cubano, conhecido como "El Hombre del Boxeo Total" por sua versatilidade em diferentes distâncias de combate. Ele conquistou a medalha de prata na categoria peso pluma (-57 kg) nos Jogos Olímpicos de Moscovo em 1980, perdendo na final para o alemão Rudi Fink por decisão (1-4).
Horta foi tricampeão mundial em três categorias distintas: peso galo (1978), peso pluma (1982) e peso leve (1986). Além disso, venceu dez vezes o Torneio Playa Girón e nove vezes o Torneio Internacional Giraldo Córdova Cardín. Após sua aposentadoria, trabalhou como treinador na Academia Provincial de Camagüey, transmitindo seus conhecimentos às novas gerações de pugilistas.